# Elvas
Elvas – miejscowość w Portugalii, leżąca w dystrykcie Portalegre, w regionie Alentejo w podregionie Alto Alentejo.

## Charakterystyka
W 2012 historyczna część miasta została wpisana na listę światowego dziedzictwa UNESCO. Miejscowość jest siedzibą gminy o tej samej nazwie.

## Zabytki
- Zamek w Elvas

## Demografia
| Liczba ludności gminy Elvas (1801–2011) | Liczba ludności gminy Elvas (1801–2011) | Liczba ludności gminy Elvas (1801–2011) | Liczba ludności gminy Elvas (1801–2011) | Liczba ludności gminy Elvas (1801–2011) | Liczba ludności gminy Elvas (1801–2011) | Liczba ludności gminy Elvas (1801–2011) | Liczba ludności gminy Elvas (1801–2011) | Liczba ludności gminy Elvas (1801–2011) |
| --------------------------------------- | --------------------------------------- | --------------------------------------- | --------------------------------------- | --------------------------------------- | --------------------------------------- | --------------------------------------- | --------------------------------------- | --------------------------------------- |
| 1801                                    | 1849                                    | 1900                                    | 1930                                    | 1960                                    | 1981                                    | 1991                                    | 2001                                    | 2011                                    |
| 16 963                                  | 15 425                                  | 21 548                                  | 24 711                                  | 28 562                                  | 24 981                                  | 24 474                                  | 23 361                                  | 23 078                                  |

## Sołectwa

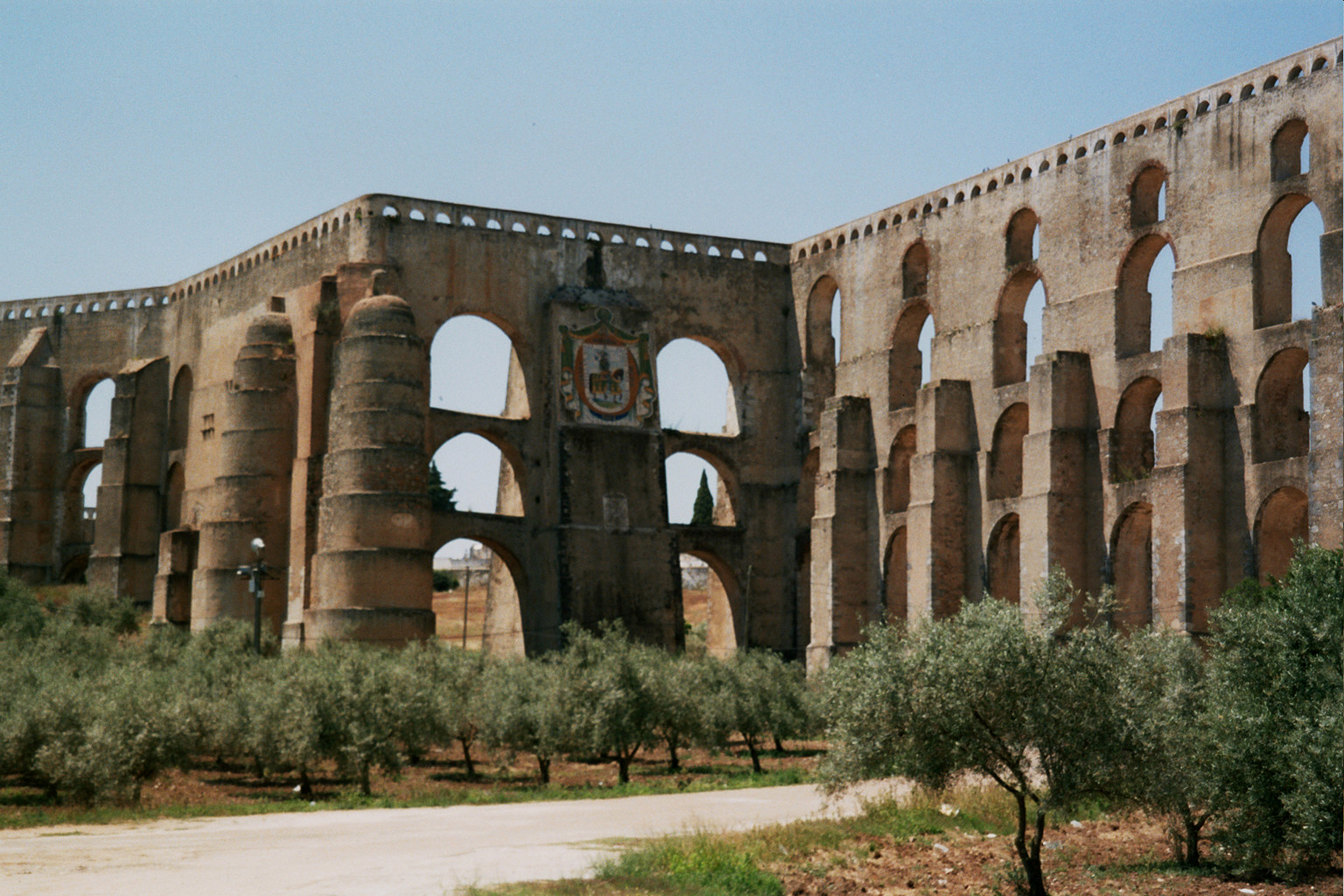
Akwedukt w Elvas

Sołectwa gminy Elvas (ludność wg stanu na 2011 r.)
- Ajuda, Salvador e Santo Ildefonso (986 osób)
- Alcáçova (2147)
- Assunção (8702)
- Barbacena (663)
- Caia e São Pedro (4106)
- Santa Eulália (1198)
- São Brás e São Lourenço (1684)
- São Vicente e Ventosa (801)
- Terrugem (1251)
- Vila Boim (1224)
- Vila Fernando (316)

## Miasta partnerskie
- Badajoz, Hiszpania
- Olivenza, Hiszpania